# Габріела Схлуссер
Габріела Схлуссер (нід. Gabriela Schloesser, нар. 18 лютого 1994) — нідерландська лучниця мексиканського походження, срібна призерка Олімпійських ігор 2020 року, призерка чемпіонатів світу.

## Виступи на Олімпіадах
| Олімпіада           | Дисципліна             | Місце |
| ------------------- | ---------------------- | ----- |
| Ріо-де-Жанейро 2016 | індивідуальна першість | 17    |
| Ріо-де-Жанейро 2016 | командна першість      | 7     |
| Токіо 2020          | індивідуальна першість | 17    |
| Токіо 2020          | змішана команда        | 2     |
| Париж 2024          | індивідуальна першість | 33    |
| Париж 2024          | командна першість      | 4     |
| Париж 2024          | змішана команда        | 17    |

## Зовнішні посилання
- Габріела Схлуссер на сайті World Archery (англійська)
- Габріела Схлуссер на сайті Olympics.com (англійська)
- Габріела Схлуссер на сайті Olympedia (англійська)